# Ney Latorraca
Antonio Ney Latorraca (Santos, 25 luglio 1944 – Rio de Janeiro, 26 dicembre 2024) è stato un attore brasiliano, appartenente a una famiglia di origini italiane.

## Biografia
Figlio di un cantante crooner, fu uno dei più versatili attori brasiliani. Dopo gli esordi nei radiodrammi, seppe imporsi al cinema, in teatro e in televisione. 
Il ruolo del malcapitato Arandir in O Beijo No Asfalto, film diretto nel 1981 da Bruno Barreto, fu l'interpretazione sul grande schermo che lo rese più celebre.
Sempre nel 1981 prese parte alla telenovela Um Sonho A Mais, dove interpretò cinque personaggi differenti, tra cui uno femminile. Nel 2003 fu nel cast di Garibaldi, l'eroe dei due mondi. Lavorò anche in diverse miniserie, come Avenida Paulista, Tris di cuori e Anarchici grazie a Dio. 
Dal 1986 al 1997 fu uno degli attori nell'allestimento teatrale di O Mistério de Irma Vap (scritto dall'amico Marco Nanini), che stabilì un record essendo rimasto per 11 anni in cartellone col cast originale, entrando così nel Guinness dei Primati. Latorraca recitò poi in Irma Vap - O Retorno (2006), film tratto dall'opera teatrale. 
Nel 2019, anno che lo vide recitare per l'ultima volta, vinse il Trofeu Mario Lago. Già nel 2017 preannunciò il suo ritiro, spiegando di non voler mostrare la sua vecchiaia in lavori artistici.
Ney Latorraca morì all'età di 80 anni in un ospedale di Rio de Janeiro il 26 dicembre 2024 a causa di una sepsi dovuta a complicazioni durante un trattamento di un carcinoma della prostata, che gli era stato diagnosticato nel 2019.

## Vita privata
Dal 1983 al 1987 fu marito dell'attrice Ines Galvao; il matrimonio, da cui non nacquero figli, terminò col divorzio.  Nel 2022, a 78 anni, fece coming out rivelando di essere sposato già da tempo con un uomo, l'attore e regista Edi Botelho.

## Filmografia parziale

### Televisione
- Dancin' Days (1978)
- Malù donna  (Malu Mulher) (1979-1980)
- Samba d'amore (Chega Mais) (1980)
- Avenida Paulista (1982)
- Tris di cuori (Rabo de Saia) (1984)
- Um Sonho A Mais (1985)
- Giungla di cemento (Selva de Pedra) (1986)
- O Cravo e a Rosa (2000-2001)
- Garibaldi, l'eroe dei due mondi (A Casa das Sete Mulheres) altro titolo: La casa delle sette donne (2003)

### Cinema
- 1969 - Audácia: A Fúria dos Desejos
- 1973 - A Noite do Desejo .... Toninho
- 1974 - Sedução
- 1976 - Deixa Amorzinho... Deixa .... Dino/Dalma
- 1976 - Anchieta, José do Brasil .... Anchieta
- 1978 - O Grande Desbum
- 1979 - Uma Estranha História de Amor .... Daniel
- 1979 - Das Tripas Coração
- 1981 - O Beijo no Asfalto .... Arandir
- 1984 - A Mulher do Atirador de Facas
- 1985 - Ópera do Malandro .... Tigrão
- 1986 - Ele, o Boto .... Rufino
- 1987 - A Fábula da Bela Palomera .... Orestes
- 1989 - Festa ....
- 1994 - Dente Por Dente ... dentista
- 1995 - Brevíssimas Histórias da Gente de Santos
- 1995 - Carlota Joaquina – Princesa do Brazil .... Jean-Baptiste Debre
- 1996 - For All - o Trampolim da Vitória
- 2001 - Minha Vida em Suas Mãos .... analista
- 2003 - Viva Sapato! .... Claudionor
- 2004 - O Diabo a Quatro .... Senador Heitor Furtado
- 2006 - Irma Vap - o Retorno .... Darci/Odete Lopes
- 2009 - Topografia de Um Desnudo .... Manoel